# American Theological Library Association

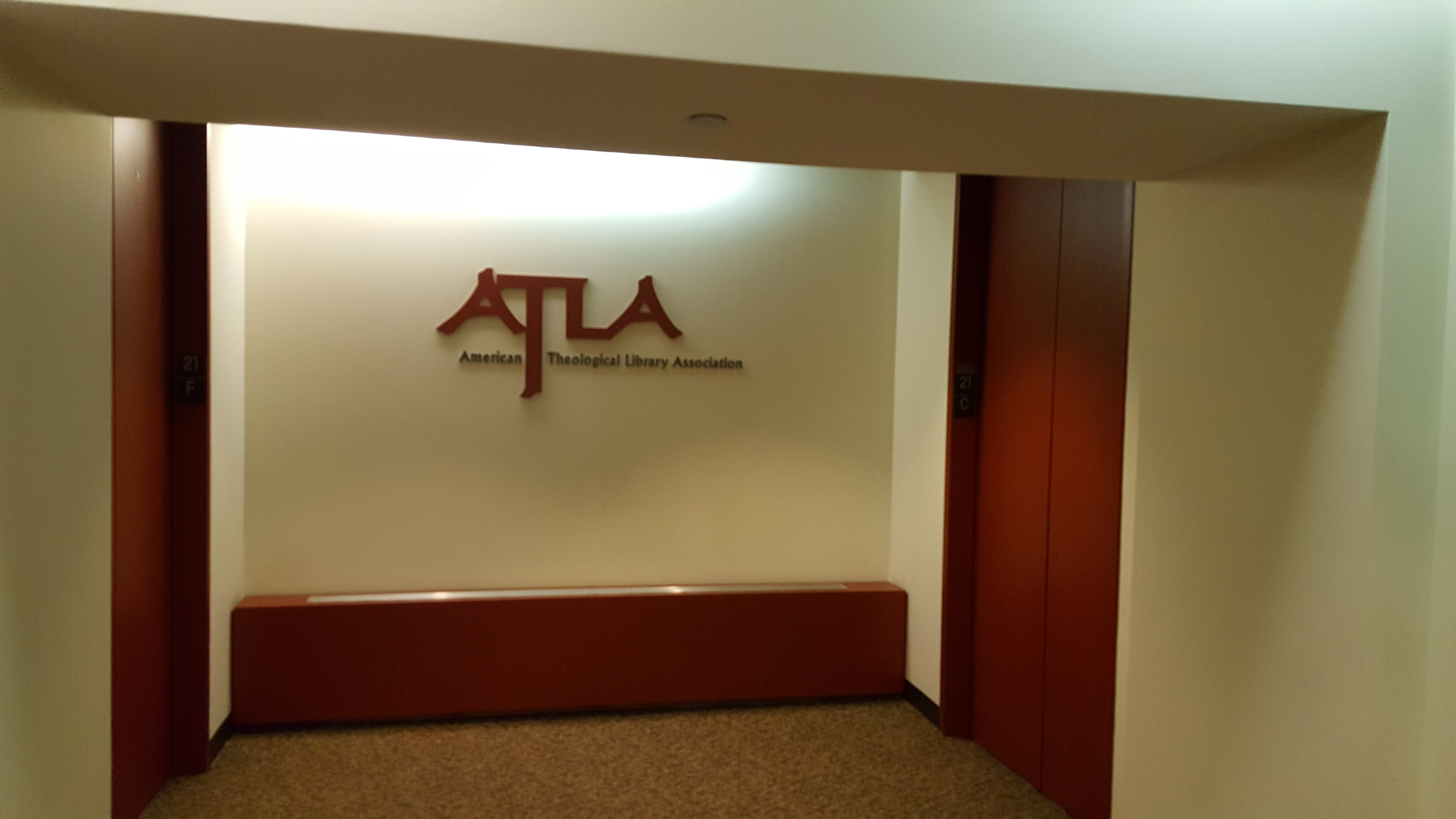
Atla (American Theological Library Association)

L'Associazione Americana delle Biblioteche di Teologia (Atla) è un'associazione professionale senza scopo di lucro, con sede a Chicago, Illinois, Stati Uniti. Le biblioteche e i bibliotecari di Atla forniscono risorse per la ricerca accademica a decine di migliaia di studenti, studiosi, docenti e personale accademico. L'associazione offre ai propri membri servizi e prodotti, tra cui un convegno annuale, pubblicazioni e sconti riservati ai membri e opportunità di sviluppo professionale.

## Mission
Atla si propone di incentivare lo studio della teologia e delle scienze religiose favorendo lo sviluppo delle biblioteche e della biblioteconomia relativa alla teologia e alle scienze religiose. Fondata nel 1946, Atla è governata da un consiglio direttivo eletto e conta oltre 800 adesioni fra membri individuali, istituzionali e affiliati.

## Storia
Il primo passo verso la nascita di Atla si colloca nel 1946: nel corso dell'assemblea dell'American Association of Theological Schools, presidenti e presidi presenti chiesero al comitato esecutivo dell'AATS di organizzare un convegno di bibliotecari di teologia. Nel giugno 1947, a Louisville, (Kentucky), cinquanta bibliotecari, un presidente e un decano si riunirono per organizzare un'associazione permanente e pianificare il futuro programma dell'American Theological Library Association. Vennero identificate sei aree di lavoro principali, assegnando a ciascuna un responsabile: 1. Elenco libri dell'AATS, 2. Catalogazione e classificazione, 3. Scambio di riviste, 4. Indicizzazione di riviste, 5. Pubblicazioni e 6. Formazione del personale.
I programmi della nuova Assicuazione si sono presto strutturati, includendo i seguenti momenti:
- 1952: Il Comitato per l'indicizzazione delle riviste di scienze religiose coordina il lavoro di venti biblioteche per creare il primo volume dell'Indice di letteratura periodica religiosa (poi Indice di Religione Uno, Religion Index One: RIO).
- 1957: Istituzione del Board of Index e del Board of Microtext, per favorire la conservazione dei materiali delle biblioteche.
- 1961-1966: Il Programma di sviluppo delle Biblioteche di Atla (Atla Library Development Program), finanziato dal fondo Sealantic, contribuisce con più di $ 1.300.000 in libri e formazione professionale a quasi novanta istituzioni.
- 1976: viene pubblicato il primo volume di Religion Index Two: Multi-Author Works (RIT), cui seguono un volume celebrativo (1960–1969) curato da Elmer e Betty O'Brien, e RIT: Multi-Author Works, 1970-1975 .
- 1980-1984: la Fondazione Lilly finanzia il Progetto 2000, uno studio per rivalutare il ruolo delle biblioteche nell'educazione teologica.
- 1981: è disponibile online, per la prima volta, l'Atla Religion Database; esso costituisce una versione elettronica degli indici cartacei.
- 1985: prende avvio il programma di conservazione della monografie di ATLA; vengono microfilmati e conservati più di 3.200 riviste e 30.000 titoli, riguardanti la teologia e la pratica religiosa del XIX e XX secolo[2]. A partire dal 2020, la Collezione di monografie storiche di Atla ha coperto 11 serie, che vanno dal XIII secolo al 1922, con la maggior parte dei documenti originari del XIX e dell'inizio del XX secolo[3][4]. Le prime due serie offrono accesso a oltre 5 milioni di pagine[5].
- 1986: vengono rimosse dalla versione a stampa di RIO le recensioni di libri, per essere ampliate in un nuovo prodotto, l'Index to Book Reviews in Religion (IBRR); RIO, RIT e IBRR erano disponibili anche tramite il Religion Database.

Le più recenti attività di Atla includono:
- 2008: Fondazione della rivista online (in open access), Theological Librarianship
- 2011: Acquisizione dell'Indice Cattolico Periodico e Letteratura (Catholic Periodical and Literature Index: CPLI)[6]
- 2015: Il Consiglio di Amministrazione di Atla ha definito un nuovo Piano Strategico. La revisione degli obiettivi principali è stata adottata il 21 febbraio 2015: promuovere la comunicazione accademica mondiale per le scienze religiose e teologiche, favorendo il progresso delle biblioteche e delle relative agenzie di informazione[7]
- 2017: Atla ha lanciato la versione beta della Atla Digital Library[8], progettata per fornire ai membri e ad altre organizzazioni un hub conforme agli standard, sostenibile e interoperabile.
- 2019: L'associazione ha adottato un nuovo marchio con l'obiettivo di impegnarsi a essere "Collectors & connectors in Religion & Theology"[9]. Venne inoltre cambiata la denominazione in "Atla". In precedenza l'associazione era conosciuta come ATLA: questo, nel tentativo di "onorare ciò che Atla è stato mentre preparava il terreno per tutto ciò che Atla deve ancora diventare"[1].

## Pubblicazioni
Il programma editoriale Atla è al servizio di professionisti impegnati nella biblioteconomia e nella comunicazione accademica, studenti, studiosi e professionisti nelle discipline religiose e teologiche, pubblicando contenuti originali (libri, riviste, newsletter, annuari, rapporti, white papers). Molte di queste pubblicazioni includono Open Access.
- Newsletter Atla (mensile)
- Atti dei lavori (annuale)
- Bollettino di catalogazione teologica (trimestrale)
- Biblioteconomia teologica (rivista online ad accesso aperto)
- Atla Open Press

## Prodotti
Atla offre risorse elettroniche per favorire lo studio accademico delle discipline religiose e teologiche, tra cui Atla Religion Database (Atla RDB), AtlaSerials (Atlas) e AtlaSerials PLUS (Atlas PLUS).
Atla sovrintende inoltre iniziative degli archivi storici e collabora con diversi partner editoriali per offrire versioni elettroniche di prodotti bibliografici e di consultazione specializzati.
Atla fornisce prodotti per studenti, studiosi, ricercatori, docenti e leader religiosi per lo svolgimento delle loro ricerche.